# Șîrokîi Bereh, Velîka Pîsarivka
Șîrokîi Bereh (în ucraineană Широкий Берег) este un sat în comuna Vilne din raionul Velîka Pîsarivka, regiunea Sumî, Ucraina.

## Demografie
Componența lingvistică a localității Șîrokîi Bereh
     Rusă (86,59%)
     Ucraineană (13,41%)
Conform recensământului din 2001, majoritatea populației localității Șîrokîi Bereh era vorbitoare de rusă (86,59%), existând în minoritate și vorbitori de ucraineană (13,41%).